# Cola Jet Set
Cola Jet Set est un groupe musical espagnol, originaire de Barcelone. Les membres sont les héritiers de Los Fresones Rebeldes, et leur style musical peut être classé dans la catégorie pop des années 1960 avec des influences folk.

## Histoire
Le groupe barcelonais est formé au petit matin du 29 juillet 2001 à Alburquerque (Badajoz) après la séparation du groupe Los Fresones Rebeldes qui revenait de son concert à Contempopránea, lorsque certains de ses membres ont commencé ce nouveau projet. En 2003, ils sortent le single Cosas que nunca se olvidan, composé de trois chansons. En 2004, ils sortent l'album Contando historias, produit par Guille Milkyway, qui a fait les chœurs sur plusieurs chansons et a assuré le chant sur l'une d'entre elles. 
En 2007, ils sortent leur deuxième single Suena el teléfono, composé de quatre chansons. Le groupe intitule son premier album Contando historias d'après Story Telling, un film de Tod Solonz qui a été traduit en Espagne par Cosas que no se olvidan, et qui était le nom de leur premier EP.
En 2008, ils participent au concours Salvemos Eurovisión de la TVE, mais n'obtiennent pas suffisamment de votes pour atteindre la finale. En 2007, ils quittent leur ancien label, Subterfuge, pour Elefant Records, avec lequel ils sortent leur deuxième album en 2009, Guitarras y tambores. Ce deuxième album comprend des chansons composées et chantées par presque tous les membres du groupe. La chanson El Sueño de mi vida est leur premier single.
En décembre 2011, ils sortent l'EP Lesson One : Listen and Repeat avec des reprises de leurs propres chansons en anglais et deux chansons d'autres artistes, destiné à leur petite mais fidèle base de fans britanniques. En 2012, ils sortent un single intitulé Quan ve Nadal. Entre 2013 et 2015, d'autres musiciens comme Estel et Anna ont rejoint le groupe.
En 2015, ils sortent leur troisième album intitulé El Fin del mundo, suivi d'un single intitulé Fin del mundo. En 2016, ils sortent deux singles, Me levantaré et Lo mejor está por llegar.

## Membres et projets parallèles
Ana, chanteuse principale du groupe, fait également partie du duo La Monja Enana. Ana quitte le groupe en 2014 et est remplacée par Alicia, qui s'occupe du chant principal et de la guitare.
Cristina, guitariste et ancienne membre de Los Fresones Rebeldes, rejoint Cola Jet Set en décembre 2001 avant de partir vers 2014.
Au début, Cristóbal était le batteur du groupe, mais en décembre 2001, il a dû retourner à Séville et a été remplacé par Roge, qui a quitté le groupe en 2007, et Joan Pernil a pris sa place. En 2015, Joan quitte le groupe et est remplacé par Toni. 

## Discographie
- 2011 : Lesson One : Listen and Repeat (EP)
- 2015 : El Fin del mundo